# Trynidad i Tobago na Letnich Igrzyskach Olimpijskich 2000
Trynidad i Tobago na Letnich Igrzyskach Olimpijskich 2000 reprezentowało 19 zawodników, 14 mężczyzn i 5 kobiet.

## Zdobyte medale
| Medal  | Zawodnik   | Dyscyplina    | Konkurencja            |
| ------ | ---------- | ------------- | ---------------------- |
| Srebro | Ato Boldon | Lekkoatletyka | bieg na 100 m mężczyzn |
| Brąz   | Ato Boldon | Lekkoatletyka | bieg na 200 m mężczyzn |